# هومستید ولی، شهرستان مارین، کالیفرنیا
هومستید ولی (به انگلیسی: Homestead Valley) یک منطقهٔ مسکونی در ایالات متحده آمریکا است که در شهرستان مارین، کالیفرنیا واقع شده است. هومستید ولی ۱۰ متر بالاتر از سطح دریا قرار دارد.